# Wyspy Snares
Snares Islands (maor. Tini Heke) – mała grupa wysp położonych ok. 200 km na południe od Wyspy Południowej, podległej Nowej Zelandii. Do tej grupy wysp należą: główna North East Island, mniejsza wyspa Broughton oraz nieco od nich oddalone wyspy Western Chain. Jako grupa zajmują ok. 3,3 km².
Wyspy zostały odkryte 23 listopada 1791.
Na wyspach gnieździ się endemiczny gatunek pingwina – pingwin grzebieniasty.